# Nossa Senhora de Lourdes (Sergipe)
Nossa Senhora de Lourdes is een gemeente in de Braziliaanse deelstaat Sergipe. De gemeente telt 6.509 inwoners (schatting 2009).